# Josep Badosa
Josep Badosa Montmany (Arenys de Mar, 1893 - Barcelone, octobre 1937), est un photographe photojournaliste espagnol.